# Contea di Moray

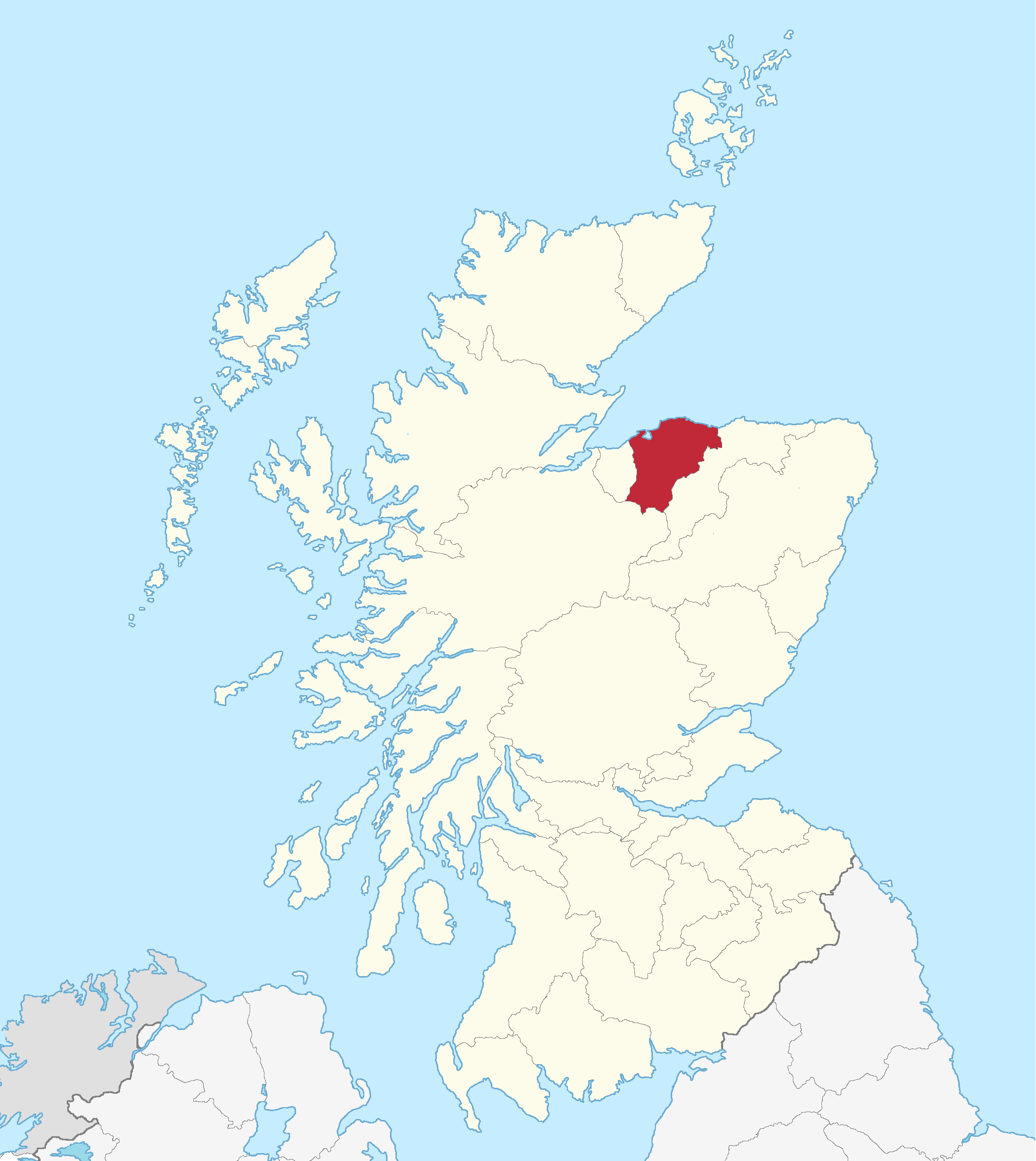
La contea attorno al 1890

Moray (/mʌri/; in gaelico scozzese Moireibh, /ˈmɤɾʲəv/) una Council area della Scozia, omonima ad una sua contea tradizionale.
Si trova nel lato nordorientale del Paese e fu feudo del casato dei Moray. Confina con il Moray Firth sulla costa, e con le aree dell'Aberdeenshire e delle Highland.

## Geografia antropica

### Suddivisioni amministrative

#### Circoscrizioni parlamentari
Nella Camera dei Comuni del Parlamento del Regno Unito (Westminster), l'area del consiglio è coperta dai collegi denominati Moray West, Nairn and Strathspey e Aberdeenshire North and Moray East.
Al Parlamento scozzese di Edimburgo, gran parte dell'area di Moray è coperta dal collegio di Moray, che si trova nella regione elettorale Highlands e Isole. L'area di Keith (gran parte dei ward di Keith e Cullen, tuttavia, sono nel collegio di Banffshire e Buchan Coast, che si trova nella regione elettorale del Nord-Est della Scozia.

#### Centri abitati
- Aberlour
- Alves
- Archiestown
- Arradoul
- Auchenhalrig
- Bogmoor
- Broadley
- Buckie
- Burghead
- Clochan
- Craigellachie
- Cullen
- Cummingston
- Dallas
- Deskford
- Dipple
- Drybridge
- Dufftown
- Duffus
- Dyke
- Elgin
- Findhorn
- Findochty
- Fochabers
- Forres
- Fogwatt
- Garmouth
- Hopeman
- Ianstown
- Inchberry
- Keith
- Kingston
- Kinloss
- Lhanbryde
- Longmorn
- Lossiemouth
- Mill of Tynet
- Mosstodloch
- Nether Dallachy
- Newmill
- Ordiquish
- Portgordon
- Portknockie
- Rathven
- Rafford
- Rothes
- Rothiemay
- Spey Bay
- Tomintoul
- Unthank
- Upper Dallachy
- Urquhart

## Amministrazione
Il Consiglio di Moray fu creato nel 1996, con la legge sul governo locale scozzese del 1994, con i confini dell'antico distretto di Moray nella regione dei Grampiani.
Nel referendum sull'indipendenza del 2014 Moray ha votato "no" al 57,6% (36.935 voti), mentre i "sì" sono stati il 42,4% (27.232 voti), con un'affluenza totale dell'85,4%.